# Інка Урко
Інка Урко (*д/н —1438) — спадкоємець та співволодар Капак Інки (володаря) Тауантінсую Віракоча Інка.

## Життєпис
Походив з династії Верхнього Куско. Син Капак Інки Віракочі Інки та його дружини-сестри Курі Чулпі. Був улюбленим сином володаря. Тому той спочатку зробив Урко аукі (спадкоємцем трону), а згодом стає Інка Ратіном, тобто співволодарем Віракочі Інки. У 1430-х роках Інка Урко фактично перебрав на себе владу при старезному батькові, який переселився до Пісаку, де жив в розкошах.
Незабаром Інка Урко, впевнений в швидкому успадкуванні повної влади, майже перестав займатися державними справами, все більше поринав у розпусту, бенкети, замовляв розкішні тканини, одяг, страви.
У 1438 році державу Куско було атаковано армією держави чанка. В цій ситуація Інко Урко розгубився й не наважився організувати дієву оборону. Коли його батько Віракоча Інка втік до Піска, Інка Урко із загоном відступив до потужної фортеці Калка. Тут він перебував увесь перебіг війни його брата Кусі Юпанкі проти чанка. Лише після перемоги останнього над ворогами Інка Рока вирішив скористатися ситуацією задля відновлення своєї влади.
Інка Урко на чолі свого війська виступив проти Кусі Юпанкі, проте зазнав поразки. За одНією версією загинув під час битви, за іншою — Урко, коли він упав у річку, було вбито зведеним братом Інкою Рока.